# Francisco García-Goyena y Alzugaray
Francisco García-Goyena y Alzugaray (Madrid, 14 de maig de 1859 -1935) va ser un jurista i polític espanyol.

## Biografia
Nieto de l'il·lustre jurista Florencio García Goyena, va ser, durant el Directori militar de Primo de Rivera,  ministre de Gracia i Justícia entre el 22 de gener de 1924 i el 3 de desembre de 1925. Endemés el 1927 fou nomenat membre de l'Assemblea Nacional Consultiva com a "representant per dret propi". Entre 1929 i 1930 seria president del Tribunal Suprem d'Espanya.

## Obres
- Sobre procedencia de los recursos de queja. a Revista general de legislación y jurisprudencia, ISSN 0210-8518, Vol. 29, Nº 58, 1881, págs. 333-341